# Święto Jezusa Chrystusa, Najwyższego i Wiecznego Kapłana
Święto Jezusa Chrystusa, Najwyższego i Wiecznego Kapłana – święto liturgiczne w Kościele katolickim wyznaczone przez Stolicę Apostolską w 2012 na czwartek po niedzieli Zesłania Ducha Świętego. Pierwsze obchody w Polsce odbyły się 23 maja 2013 roku.
W niektórych wspólnotach zakonnych i krajach święto to obchodzono od lat. Rozszerzone zostało na cały Kościół katolicki przez Benedykta XVI, pod koniec jego pontyfikatu. Obchody mają podkreślać potrzebę świętości życia duchowieństwa oraz pobudzać działania zmierzające do zwiększenia liczby powołań do kapłaństwa.